# Girard Cavalaz
Girard Cavalaz (Girart; en italià Girardo Cavallazzi) (fl....mitjans del segle xiii...) fou un trobador de Novara de qui es conserva una sola composició.

## Vida
La identificació d'aquest trobador es feu relativament tard perquè l'única peça coneguda, un partiment amb Aycart del Fossat, es coneixia a través d'un manuscrit de Londres que només donava els noms de Girard i Aycart com a autors. Com que Girard és un nom freqüent, no es podia identificar el trobador. Però després es descobrí que en un altre manuscrit de Bèrgam apareixia el mateix text atribuït a Aycard de Fossat i Girard Cavalaz, cosa que ha permès identificar l'autor com a membre de la família dels Cavallazzi de Novara i possiblement amb un personatge que apareix documentat a Novara entre 1225 i 1247.
El partiment, plantejat per Aycart, planteja una qüestió sobre el cel i l'infern i, concretament, a quin dels dos llocs preferiria Girard passar un mes, sense patir-los ni gaudir-los, per comprovar com són. Girard escull el paradís. En el manuscrit de Bèrgam el text va acompanyat d'una razó en llatí.

## Obra
- (175a,1 = 6a,1)[2] Si paradis et enfernz son aital (partiment amb Aycart del Fossat)

### Repertoris
- Alfred Pillet / Henry Carstens, Bibliographie der Troubadours von Dr. Alfred Pillet […] ergänzt, weitergeführt und herausgegeben von Dr. Henry Carstens. Halle : Niemeyer, 1933 [Girard és el número PC 175a (apareix només el nom de pila, ja que no era encara conegut el cognom)]